# Das Erbe der Bergler
Das Erbe der Bergler - Alpine saga ist ein Kinodokumentarfilm von Erich Langjahr aus dem Jahr 2006. Er ergänzt die Bauerntrilogie des Regisseurs zu der die Filme «Sennen-Ballade», «Bauernkrieg» und «Hirtenreise ins dritte Jahrtausend» gehören.

## Entstehung
Um das Wildheuen in allen Facetten mit der Kamera erfassen zu können, begleitete der Regisseur die Wildheuer während fünf Jahren. In einem Interview meinte Erich Langjahr dazu: Ich stelle nie etwas. Es gibt aber eine Inszenierung der Abläufe, die in der Wirklichkeit selber steckt. Wichtig ist, im richtigen Moment am richtigen Ort zu sein. Die Dreharbeiten dauerten so lange, weil ich bei allen Arbeiten dabei sein wollte. Und weil ich nicht gleichzeitig oben im steilen Gelände und unten im Tal filmen konnte, musste ich immer wieder ein Jahr warten, bis zum nächsten August.
Die Dreharbeiten in den Wildheuplanggen waren anstrengend und nicht ungefährlich. Oft, sagt der Regisseur, sei es am Hinteren Heubrig steiler gewesen, als die Kamera es zeigen könne.

## Inhalt
Der Film «Das Erbe der Bergler» zeigt die alpine Tradition des Wildheuens und steht in der Tradition von Fredi M. Murers frühem Dokumentarfilm «Wir Bergler in den Bergen sind eigentlich nicht schuld, dass wir da sind».
Am 1. August, dem Schweizer Nationalfeiertag, steigen jedes Jahr ein paar Männer im hinteren Muotatal mit Sensen, Heugaren, Seilen und Holzschuhen mit Steigeisen ausgerüstet die steilen Hänge zum Hinteren Heubrig hoch, um die Wildheuernte einzubringen. Die Wildheuer halten eine Berglertradition aufrecht und betreiben gleichzeitig Landschaftspflege. Durch das Mähen geben sie der Bergkrume halt, verhindern Erosion bei Schneedruck und beugen Rüfen vor.
Sie mähen die Bergwiesen, bündeln das Heu, lassen sie an Drahtseilen ins Tal, wo die Hundertkiloballen in Hütten eingelagert und im Winter als Trockenfutter auf Schlitten zu Tal gefördert werden.
In Filmschnitten wird die Tätigkeit der letzten Handwerker eingeblendet, die noch traditionelle Holzschuhe und Hornschlitten herstellen. Der Muotathaler Wetterschmöcker Peter Suter zeigt, wie er anhand eines Ameisenhaufens das Wetter voraussagen kann und in der Dorfbeiz wird Heinz Gwerders Besentanz und Ländlermusik des «Echo von Schattähalb» vorgeführt.

## Rezeption
Am 59. Internationalen Filmfestival in Locarno erlebte der Film seine Uraufführung. Er wurde vom Publikum begeistert aufgenommen. «Das Erbe der Bergler» war danach in den Schweizer Kinos sehr erfolgreich und verzeichnete über 63'000 Eintritte.
Geri Krebs schrieb in der Tessiner Zeitung: Erich Langjahr ist ein Phänomen. Das fängt damit an , dass der 63-jährige Innerschweizer zu den Top Five im Schweizer Dokumentarfilm gehört. Seit Oktober 2006, seit «Das Erbe der Bergler» – nach seiner Uraufführung am Filmfestival Locarno – in den Kinos der deutschen und der französischen Schweiz startete, haben über 60'000 Zuschauer Erich Langjahrs «Wildheuerfilm» gesehen. Damit liegt er auf Platz fünf der erfolgreichsten einheimischen Dokumentarfilme aller Zeiten...
In Muotathal, war das Kino randvoll besetzt, als der Film nach bestandener Feuertaufe am Filmfestival von Locarno seine Premiere, bzw. seinen Kinostart feierte. Gemeindepräsident Ernst Betschart lobte den Film mit den Worten: Wir haben ein wunderbares Zeitdokument erhalten, das sowohl das traditionelle als auch das moderne Muotatal zeigt.
Vor allem im benachbarten Ausland war «Das Erbe der Bergler» in vielen Kinos zu sehen. In Deutschland gab es 72 und in Österreich 18 Spielorte. International war der Film an zahlreichen Festivals vertreten. So auch am 49. Leipziger Dokumentarfilmfestival (2006), wo vier Jahre zuvor Erich Langjahrs Film «Hirtenreise ins dritte Jahrtausend» die Goldene Taube gewonnen hatte. Die Frankfurter Allgemeine Zeitung fand, es grenze an einen Skandal, dass «Das Erbe der Bergler» nicht die gebührende Beachtung fand und nannte den Film: (...) ein mit grosser Sorgfalt komponiertes, bildmächtiges Dokument.

## Auszeichnungen
- Nomination für den Schweizer Filmpreis 2007 (bester Dokumentarfilm)

## Festivals

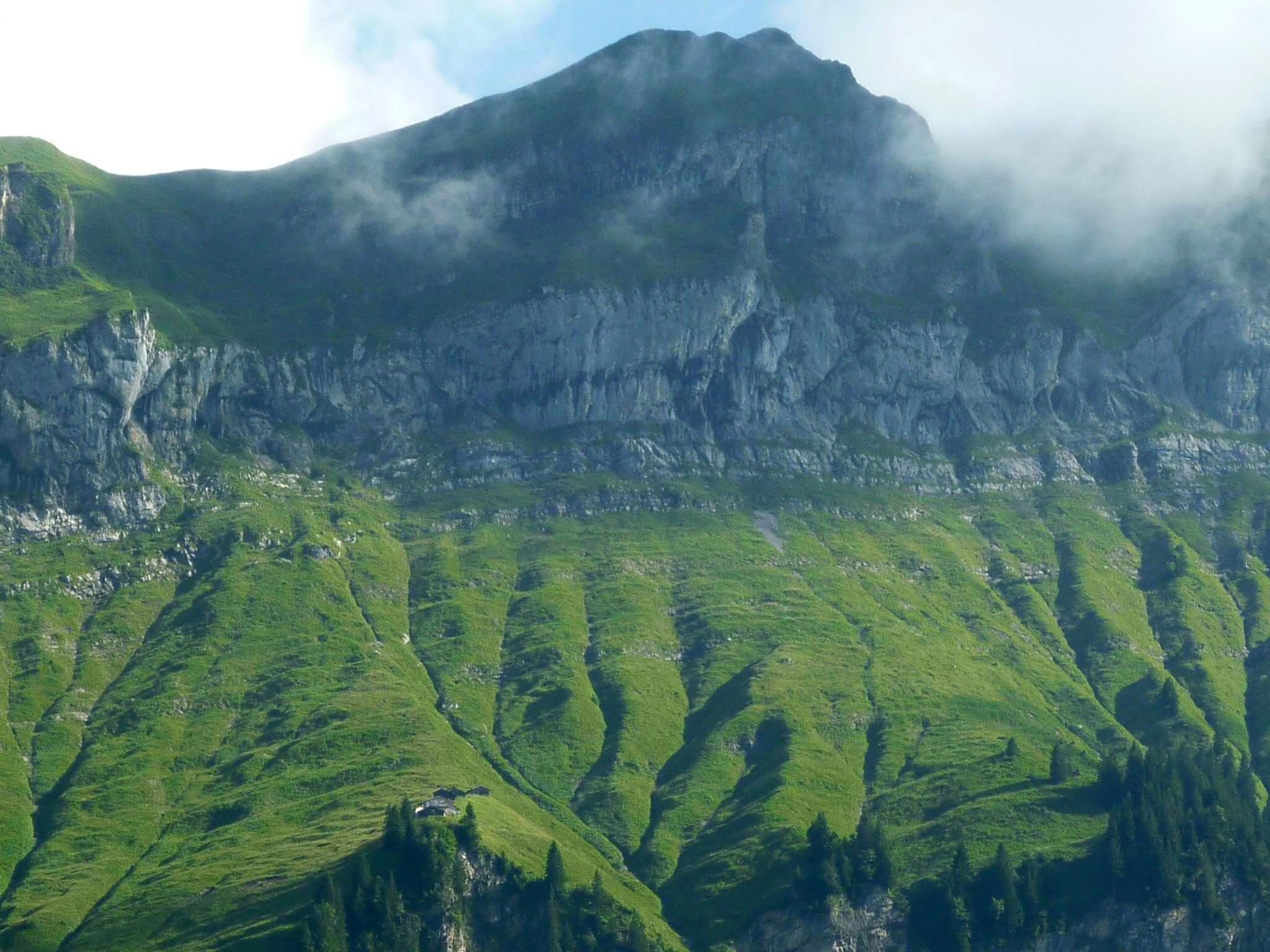
Drehort Hinterer Heubrig mit Alphütten

- LOCARNO CH: 59. Festival Internazionale del film Locarno 2006, "Semaine de la critique"
- LEIPZIG D: 49. Int. Leipziger Dokumentar-Film-Festival 2006, Internationaler Wettbewerb
- WIEN AT: Viennale, Vienna Int. Film Festival 2006
- SOLOTHURN CH: Solothurner Filmtage 2007
- SAARBRÜCKEN D: 28. Filmfestival Max Ophüls Preis 2007
- TRENTO IT: 55. Trento Film Festival im Wettbewerb 2007
- WROCŁAW PL: Era New Horizons Int. Film Festival 2007
- FREISTADT AT: 20. Festival Der neue Heimatfilm 2007
- PÄRNU EST: XXI Pärnu International Film Festival 2007
- BANSKO BG: VII Int. Mountain Film Festival 2007
- WÜRZBURG DE: Internationales Filmwochenende Würzburg 2008
- Paris F: Musée d’Orsay 2008
- BOZEN I:Bozner Filmtage 2008
- AOSTA I: Desarpa Film Festival 2008
- RADSTADT AT: 7. Filmfestival 2008
- INNSBRUCK AT, 7. Innsbrucker Naturfilmtage 2008
- BAD AIBLING (DE) Nonfiktionale, Festival des dokumentarischen Films 2009
- Peking China Documentary Film Festival 2010